# Svein Erik Vold
Svein Erik Vold, né le 31 octobre 1985 à Stjørdal, est un coureur cycliste et directeur sportif norvégien. Durant sa carrière, il court sur route et sur piste.

## Palmarès sur piste
- 2002
  -  Champion de Norvège de poursuite juniors
  -  Champion de Norvège du kilomètre juniors
- 2003
  -  Champion de Norvège de poursuite juniors
  -  Champion de Norvège du kilomètre juniors
- 2004
  -  Champion de Norvège de poursuite
  -  Champion de Norvège du kilomètre
- 2006
  -  Champion de Norvège de poursuite
  -  Champion de Norvège du kilomètre
- 2007
  -  Champion de Norvège du kilomètre (avec Marius Nyhammer)
- 2008
  -  Champion de Norvège du kilomètre

## Palmarès sur route

### Par années
- 2002
  -  Champion de Norvège du critérium juniors
- 2003
  -  Champion de Norvège du contre-la-montre par équipes juniors (avec Arnt Ove Fordal et Andreas Fossen)
  -  Champion de Norvège du critérium juniors
- 2005
  - Grenland Grand Prix
  - Eidsvollrittet
  - 3e du championnat de Norvège sur route espoirs
- 2007
  - 2e du championnat de Norvège du critérium
- 2008
  - Trønderfestivalen
- 2009
  - 3e du Rogaland Grand Prix
- 2010
  - 2e du championnat de Norvège du critérium

## Classements mondiaux
| Année           | 2005 | 2006 | 2007 | 2008 | 2009 | 2010 |
| --------------- | ---- | ---- | ---- | ---- | ---- | ---- |
| UCI Europe Tour | 692e |      |      |      | 690e | 689e |